# Мистецтво Австралії

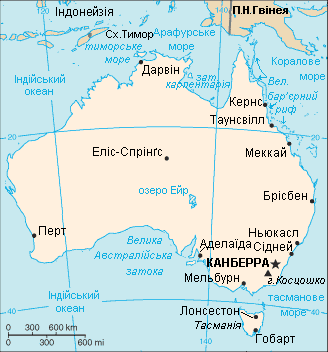
Мапа Австралії

Мисте́цтво Австра́лії — мистецтво народів, що населяють територію австралійського материка. До недавнього часу вони стояли на різних щаблях розвитку докласового суспільства. До моменту появи європейців у XVII—XVIII століттях аборигени Австралії займалися мисливством і збиральництвом, зберігши архаїчні особливості первісно-общинного ладу і світогляду (тотемізм, магія).
Твори мистецтва аборигенів Австралії також пов'язані із первісною магією і створюються як невід'ємна складова частина складної системи чаклунських обрядів.
Художня діяльність народів Австралії протікала в умовах початкової стадії поділу суспільної праці, виділення ремесел, землеробства. Мистецтво, релігія, наука були ще синкретично злиті, оскільки поділ на розумову і фізичну працю в Австралії був відсутнім. Однак виконання за допомогою творів мистецтва цих магічних, чаклунських функцій насправді ґрунтувалося на чуттєво-образному, тобто художньому, характері мистецтва, на тому факті, що воно чуттєво-наочне, тобто, по суті, естетично, сприймалося членами племені.

## Мистецтво племен
Мистецтво племен австралійського континенту можна поділити на ряд, що володіють своїми специфічними особливостями напрямів чи шкіл, які склалися у ході багатовікової історії первісного заселення континенту. Основні типи художньої творчості австралійців поділяються на дві великі групи: мистецтво, якому притаманні риси реалістичної образотворчості, і мистецтво умовно-геометричне. Зразки мистецтва першого типу створювалися головним чином племенами, що населяють околиці континенту: на сході (найвідоміші — у районі Сіднея), північному заході і півночі (у Арнгем-ленді). Це перш за все численні зображення на скелях і у печерах. Петрогліфи, тобто наскельні зображення, Південної та Східної Австралії мають, як припускають, велику старовину.

## 1770—1900
Хоча Австралія стала британською колонією після відкриття її східної частини Джеймсом Куком (1728—1779) ще у 1770 році, вона почала систематично заселятися лише з початку XIX століття, коли перестала бути виключно місцем для висилки. Продаж дешевої землі був одним із засобів приманки для емігрантів. Незабаром швидко розвинулось землеробство і особливо вівчарство, причому характерно, що вони відразу отримали для свого розвитку капіталістичну основу. Відкриття золота у Вікторії у 1851 році дало сильний поштовх для припливу переселенців. Швидкому розвитку капіталістичних відносин сприяло зростання золотопромисловості. Вже у другій половині XIX століття майже в усіх австралійських штатах були створені свої парламенти. Втім утворення єдиного Австралійського союзу відноситься до самого кінця XIX століття.
Художнє життя європейських переселенців до Австралії розвивається лише з середини XIX століття, але надзвичайно повільно й обмежено. Конрад Мартенс (1801—1878) вважається одним із перших художників Австралії, які мали дійсно самостійне значення. Мартенс спочатку працював майстром видових акварелей-ландшафтів у стилі ретельного документалізму. Цей жанр пейзажного живопису у той час був широко поширений в Австралії. Поступово Мартенс перейшов до романтичнішого трактування природи. Найкращі акварельні пейзажі Мартенса зазвичай присвячені видам красивої сіднейської бухти. Самюел Томас Гілл (1818—1880) був іншим художником, що досяг великої популярності в Австралії та Англії. С. Т. Гілл — перший майстер побутового жанру і особливо сатири, який працював головним чином в області журнальної графіки і літографії.
Наступний важливий етап розвитку образотворчого мистецтва Австралії пов'язаний з ім'ям Луї Бувелота (1814—1888), швейцарського живописця, який переселився до Мельбурна вже п'ятдесятирічним майстром. Бувелот працював у манері, спорідненій барбізонській школі, і перший заклав міцні основи реалістичного пейзажного живопису в Австралії. Він досяг більших успіхів, ніж старанні «документалісти» середини XIX століття, знаходячи тонкі тональні відносини і майстерно передаючи узагальнене золотисте освітлення передвечірнього сонця (наприклад, «Літній вечір у Темплстоу», 1866; Мельбурн, Національний музей Вікторії).
У кінці XIX століття в Австралії свого розквіту досягав жанровий і пейзажний живопис. Цей період у розвитку національного живопису пов'язаний у першу чергу з іменами Томаса Вільяма Робертса (1856—1931), Фредеріка Мак-Каббіна (1855—1917) і Артура Стрітона (1867—1943).
Томас Робертс, який навчався у Луї Бувелота, вже в одній із перших своїх жанрових картин «Ті, що пливуть на південь» (1886; приватне зібрання) проявив себе уважним спостерігачем дійсності, що уникає хоча б найменшого порушення правдоподібності зображуваного. Показуючи палубу корабля, повну емігрантів, які переселяються до Австралії з Європи у пошуках нового життя, що було так типово для тієї епохи, Робертс ґрунтувався на численних попередніх малюнках, зроблених з натури.
Зрілішою є картина «Стрижка баранів» (1889—1890; Мельбурн, Національний музей Вікторії). Вона приваблює виразністю гостро схопленого моменту, залишаючись у той же час майже документальним зображенням сцени праці. Картина була створена у результаті конкретних спостережень після поїздки у Броклесбі, у штаті Новий Південний Уельс, де художником було зроблено велику кількість ескізів і начерків з натури. Романтично піднята за своїм характером робота Робертса «Вперед» (1891; Аделаїда, Національна галерея Південної Австралії), передає простори випалених бурих саван із вершником-пастухом, що стрімко мчить і марно намагаються зупинити потік овечого стада, яке рветься до водопою. За словами самого Робертса, він у своїх роботах прагнув передати «досконале вираження одного місця і часу, щоб перетворити це на мистецтво для всіх часів і всіх місць». Однак більше соціальних проблем зображено у картині його товариша Фредеріка Мак-Каббіна «Щастя зрадило» (1889; Перт, Художня галерея Західної Австралії). На тлі пейзажу, поетичного своєю м'якістю, на першому плані сидить біля багаття пригорблена літня людина фермерського вигляду. Його безнадійна, майже трагічна постать різко контрастує з іншою частиною картини. Ця робота відображає велику серйозність, людяність і стриману печаль. До тієї ж групи художників належав і пейзажист Артур Стрітон.

## XX століття
Після першого розквіту національного живопису, яке не отримало визнання в Австралії, багато художників почали залишати свою батьківщину. Цьому сприяли обмеженість ринку для збуту картин і відсутність державної підтримки при повній байдужості з боку панівних класів. У результаті майже катастрофічної «рееміграції» австралійських художників до Європи весь період до Першої світової війни надзвичайно бідний будь-якими художніми досягненнями. Серед художників, типових для цього періоду, можна віднести Джона Пітера Расселла (1858—1931), який працював у цей час у Франції. Він писав головним чином портрети, в яких деякі елементи пуантилізму у живописній техніці з'єднувалися з тонкою психологічною характеристикою образу. Цікавим є його портрет Вінсента Ван Гога, який останній вважав своїм найкращим зображенням (1886; Амстердам, Стеделік-музей).
Іншим відомим художником цього часу був Джон Лонгстафф (1862—1941), який навчався у Парижі у майстерні Кормона, був модним портретистом, але вартий уваги своїми картинами, присвяченим першим експедиціям, що досліджували Австралію. У картині «Прибуття Берка, Віллса і Кінга в бухту Купер» (1902—1907; Мельбурн, Національний музей Вікторії) виразно показані трагічні фігури до межі виснажених мандрівників на тлі пустельного пейзажу, написаного за ретельними етюдами з натури.
Найбільшим представником академізму, який почав розвиватися у XX столітті в австралійському живописі був Джордж Вашингтон Ламберт (1873—1930), який народився у Росії. Працюючи у Парижі до 1921 року (куди він виїхав з Австралії у 1900 році), він не зазнав модерністичних впливів і цікавився старими майстрами, зокрема Едуаром Мане. Незважаючи на віртуозну майстерність (він був блискучим малювальником), в його живописі іноді відчувається наліт салонності. Типовим для його творчості є ефектний світський портрет «Біла рукавичка» (Сідней, Художня галерея Нового Південного Уельсу).
Напередодні Першої світової війни в Австралію почали проникати перші прояви модернізму, проте його прихильники були нечисленні і аж до 1930-х років їх мистецтво не мало особливого значення. Після війни отримали визнання реалісти 1890-х років, у них з'явились послідовники, які не володіли тієї ж гостротою сприйняття життя і більшою мірою були схильними до академічних тенденцій. Серед них виділяються портретист Макс Мелдрам (1875—1955). Прогресивнішого значення мала школа пейзажистів, очолену Стрітоном, серед представників якої виділяються Ганс Гейзен (1877—1968), Расселл Драйсдейл (1912—1981). Ці художники зуміли у своїх пейзажах передати своєрідність австралійської природи.
Новий етап в австралійському образотворчому мистецтві почився у 1930-х роках, коли у ньому активізувались модерністичні течії і різкіше позначились дві основні тенденції — реалізму і формалізму (головним чином сюрреалізм). У ряду художників сучасності спостерігається іноді суперечливе поєднання, по суті, протиборчих між собою традицій. Окремі реалістичні досягнення можуть поєднуватися з чисто формальними експериментами. Показово в цьому відношенні творчість Вільяма Добелла (1899—1970) — одного з видних живописців Австралії, який навчався у Сіднеї і Лондоні. Хоча його ранні пейзажі і жанрові сцени мали дещо безпристрасний і об'єктивно-констатуючий характер, то у 30-х роках у його живописі проявилося активніше і гостріше сприйняття дійсності, манера письма стала енергійнішою. Втім, помітна і схильність Добелла до експресіонізму. Присвятивши свою творчість переважно портрету, він досяг іноді великої гостроти і виразності характеристики, особливо у серії портретів представників австралійської армії і народу, написаної у 40-х роках. Серед найкращих портретів Добелла — «Маргарет Оллей» (Сідней, Художня галерея Нового Південного Уельсу), портрет кіпріота (1940; Брисбен, Квінслендська художня галерея). Іноді виразність передачі портретованого межує з сатиричним шаржем, як, наприклад, у «Жінці з Південного Кенсінгтона» (1937; Сідней, Художня галерея Нового Південного Уельсу). Зазначені експресіоністичні тенденції іноді ведуть і до деформації («Портрет Марії Гілмор», 1955—1957; там само).
Іншим найбільшим художником Австралії XX століття був Расселл Драйсдейл (1912—1981). Захоплюючись на початку своєї творчості (кінець 30-х — початок 40-х років) примітивізмом, він поступово перейшов на позиції реалістичного відтворення дійсності, його роботи стали переконливо матеріальнішими, правдивіше передавався простір. Найкращим роботам Драйсдейла притаманні характерна стримана суворість і внутрішній драматизм, які не виражаються, втім, у зображенні будь-якої зовнішньої сильної дії. Серед найкращих його творів — портрет двох дітей (1946; Мельбурн, Національний музей Вікторії) — парне зображення хлопчика і дівчинки, образи яких сповнені внутрішньої настороженості та якоїсь прихованої печалі. Відчуття трагізму сповнена картина «Біла гора» з фігурою тубільної жінки, яка тримає на колінах свою дитини, на тлі суворого і пустельного жовто-рудого пейзажу з горою, що смутно біліє вдалині. Драйсдейл любив зображати дикі пейзажі гірських районів своєї країни, іноді схилявся до химерних, майже сюрреалістичним ефектів, не впадаючи у крайнощі цього напряму, як, наприклад, Джеймс Глісон (1915—2008), який відверто наслідував Сальвадора Далі.
Під час Другої світової війни політична активність австралійського народу перед обличчям загрози фашизму та агресії японських загарбників сприяла посиленню реалістичних тенденцій у мистецтві. У роботах художників Герберта Мак-Клінтока (1906—1985), Віктора О'Коннора (1918—2010), Йосла Бергнера (н. 1920) проявились соціальні мотиви, причому останній своєрідно використовував традиції Оноре Дом'є і раннього Пабло Пікассо («Їдці гарбузів», 1940; Мельбурн, Музей сучасного мистецтва Австралії). Але найсильнимішим художником цього напряму вважається Ноел Куніган (1913—1986) — графік, який тісно пов'язав свою творчість з комуністичним рухом в Австралії. Він робив малюнки для комуністичних газет, плакати, йому належать серії гравюр на лінолеумі «Шахтарі» (1946), «Світ або війна» (1950). Починаючи з 1941 року він проявив себе і як талановитий живописець, якому властивий сміливий реалізм, про що свідчать його портрети і особливо жанрові картини, як, наприклад, «На зборах» (1944—1948; приватне зібрання), де виразно передані образи простого робочого люду.
Після Другої світової війни посилилось розшарування основних художніх напрямків, з одного боку, від символічних і релігійних до чисто абстрактних — «позначених виключно мальовничим процесом і вибором матеріалів», і, з іншого боку, до різного роду спроб знайти вихід з безпредметного мистецтва, часом, проте, досить наївних і невмілих. Якщо центром «абстрактного експресіонізму» став Сідней, де, по суті, культивувалось наслідування американського авангардизму, то у Мельбурні спостерігалась спроба протиставити йому фігуративне мистецтво. Ініціатива належала групі художників, що утворилася у кінці 1950-х років, до якої входили Роберт Дікерсон (н. 1924), Кліфтон П'юх (1924—1990), брати Артур Бойд (1920—1999) і Девід Бойд (н. 1924). Проте їх мистецтво шукало нові засоби вираження у поєднанні примітивізму і елементів сюрреалізму та експресіонізму.
Боротьба протилежних тенденцій, хоча і в меншій мірі, спостерігалась і в австралійської скульптурі. На початку століття найбільшим скульптором вважався Бертрам Мак-Кеннал (1863—1931), який працював в академічному плані і робив міфологічні статуї («Цирцея»; Мельбурн, Національний музей Вікторії). Інший найбільший скульптор Австралії XX століття Ліндон Дадсуелл (1908—1986) віддав відому данину академічним темами («Народження Венери», Мельбурн, Національний музей Вікторії), робив «екскурси» в область абстрактних форм, все ж самостійніший і цікавіший своїми напруженими реалістичними портретними роботами — «Голова австралійця» (1940-ві роки), «Том Чаллен».
У середині 30-х років виникло своєрідне мистецтво корінних жителів Австралії, так званих аборигенів. Майже у самому центрі країни, коли його засновник, талановитий живописець-самоучка з племені аранда, Альберт Наматьїра (1902—1959), почав писати аквареллю пейзажі свого рідного краю. У подібному стилі почали писати і його сини, а також брати Парерултья та інші сімейства цього племені, у результаті чого народилася самобутня школа пейзажного живопису. Її представники, кожен по-своєму, у техніці акварелі, розвивав особливості цього барвистого і реалістичного у своїй основі стилю. Для робіт такого роду характерна свіжість колірної гами з яскравими локальними тонами, що не порушують, однак, загальної гармонії і поєднуються з ретельною і любовною передачею подробиць. Пейзажі відрізняються своєю безпосередністю і сповнені якоїсь святковості настрою; найчастіше це стрімкі схили гір, усіяні чагарником, переміжними химерними скелями, або ж розлогі евкаліпти з товстими стовбурами, оточені пишною травою. У пейзажах тонко передана повітряна перспектива, іноді вони трохи наближаються до декоративного панно. У творчості А. Наматьїри найсильніше і органічніше проявилися риси живопису аборигенів.
Оберт Кліппел прославився як майстер сучасної скульптури, пов'язаної з представленням металевих конструкцій. У недавні роки виявився інтерес до архітектурної скульптури. Заслуговують уваги роботи Клемента Мідмора, Марджел Гіндер і Лентона Парра. Меррік Бойд (1889—1959) ефектно використовував зображення австралійських тварин і рослин у керамічних виробах.
Серед відомих діячів фотомистецтва Австралії на межі XX та XXI століття Білл Гекас, Поліксені Папапетру, Трейсі Моффат.